# Senhime

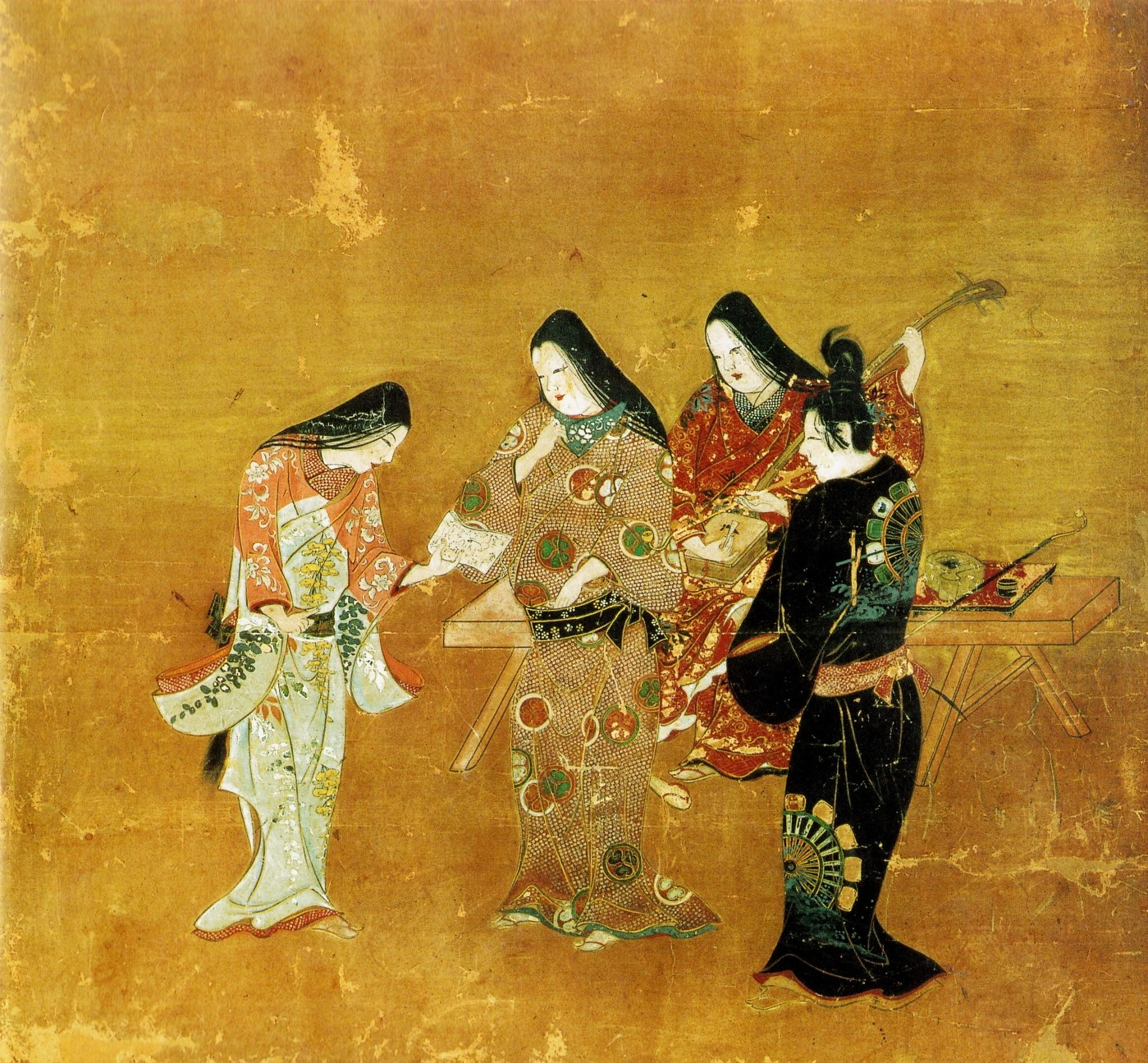
Senhime et Honda Heihachiro, représentation du XVIIe siècle au musée d'art Tokugawa (Nagoya).

Senhime ou dame Sen (千姫), 26 mai 1597-11 mars 1666, est la fille ainée du shogun Tokugawa Hidetada et de son épouse Oeyo. Elle naît pendant la période Azuchi Momoyama de l'histoire du Japon. Son grand-père paternel, Tokugawa Ieyasu, est le fondateur du shogunat Tokugawa et ses grands-parents maternels sont Azai Nagamasa et Oichi (dont le frère est Oda Nobunaga). Lorsqu'elle a sept ans, son grand-père paternel la marie à Toyotomi Hideyori, fils de Toyotomi Hideyoshi.

## Biographie

### Jeunesse
En 1603, alors que Senhime a sept ans, elle épouse Toyotomi Hideyori, successeur du clan Toyotomi et réside avec lui au château d'Osaka avec sa mère Yodo-dono, une des sœurs d'Oeyo. On sait peu de choses sur leur vie ensemble, mais cela ne dure pas longtemps car son grand-père, Tokugawa Ieyasu, assiège le château en 1615 alors qu'elle a juste 19 ans. Lorsque le château d'Osaka tombe, Hideyori est forcé de se suicider avec sa mère et l'enfant qu'il a eu de Senhime. Senhime a plus de chance et est sauvée du château avant que celui-ci ne tombe.

### Épouse de Tadatoki
En 1616, Ieyasu remarie Senhime à Honda Tadatoki, un petit-fils de Honda Tadakatsu et quelques années plus tard s'installe à Himeji.
Une célèbre légende raconte qu'un certain Sakazaki Naomori, daimyo du domaine de Tsuwano, prévoit de s'emparer de Senhime juste avant son remariage, voulant l'épouser lui-même. Toutefois, son plan est révélé et Naomori est tué (ou forcé à se suicider). On a longtemps cru que Naomori est celui qui a sauvé Senhime du château d'Osaka sur la foi des dires de Tokugawa Ieyasu selon lesquels il donnerait Senhime à celui qui la sauverait, même si cela a été récemment mis en doute. D'autres histoires racontent que Senhime a refusé d'épouser Naomori dont le visage était enlaidi à cause d'une brûlure reçue quand il l'a sauvée et préférait plutôt le beau Tadatoki.
Senhime et Tadatoki vivent un mariage heureux et ont deux enfants ensemble : une fille, Katsuhime (勝姫), et un fils, Kōchiyo (幸千代). Cependant elle vit une tragédie. Son fils meurt à l'âge de trois ans, et cinq ans plus tard, en 1626, son mari meurt de tuberculose. Sa mère et Oeyo (alors appelée Sūgen'in) meurent la même année. Comme le veut la tradition pour une veuve à cette époque, Senhime coupe ses cheveux courts et se fait nonne bouddhiste sous le nom de « Tenjuin » (天樹院) puis retourne à Edo où elle passe le reste de sa vie.

## Dans la culture populaire

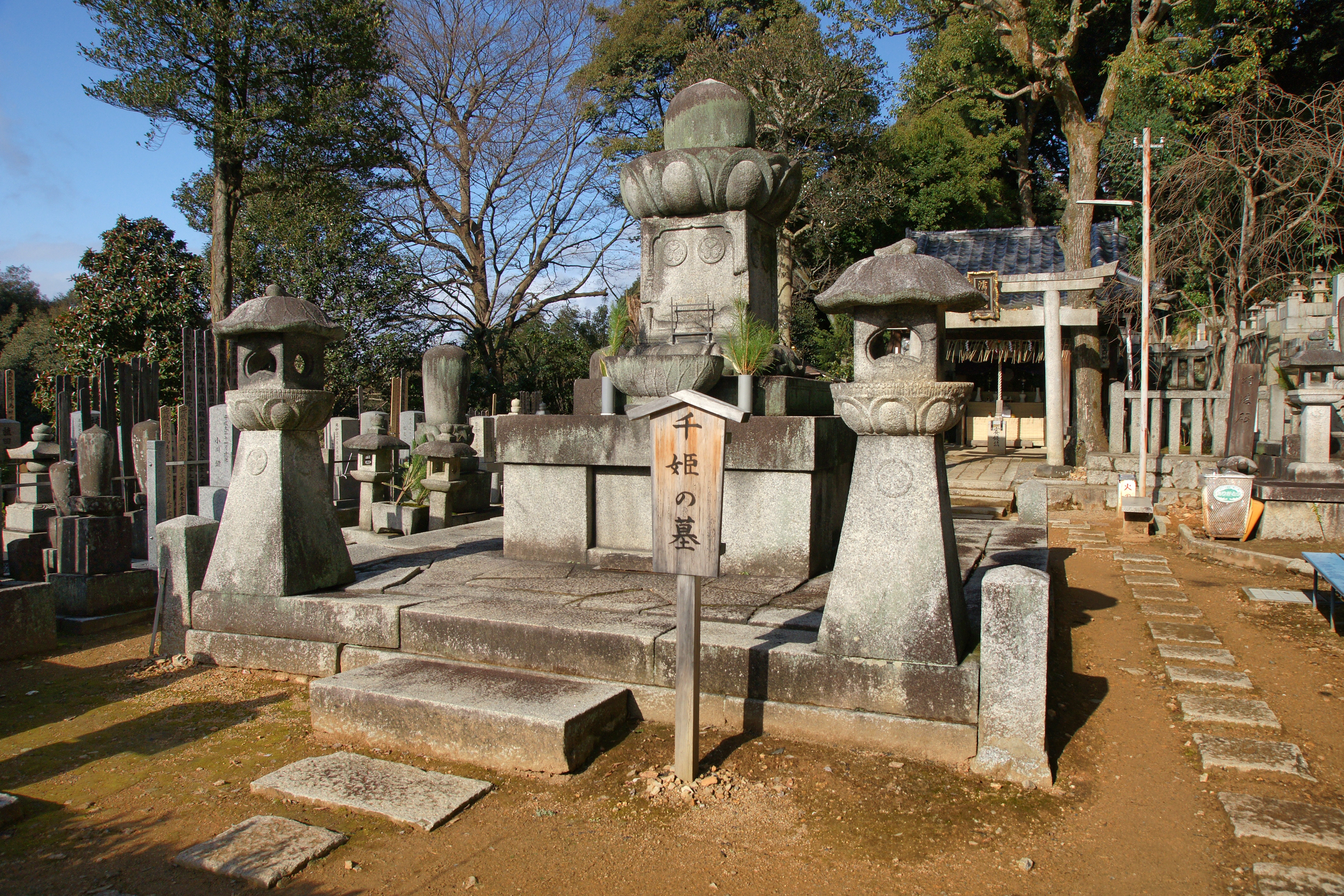
Tombe de Senhime au Chion-in, Kyōto.

La vie dramatique de Senhime est à l'origine de nombreuses légendes. Certaines d'entre elles parlent de sa tendresse, comme la façon dont elle a sauvé une fille de son mari Hideyori et d'une autre femme au siège d'Osaka. Certaines autres légendes mentionnent sa lasciveté pendant sa vie ultérieure à Edo.
De nos jours, Senhime figure en bonne place dans les jidaigeki et taiga dorama (reconstitutions historiques) au Japon.
Senhime est aussi une figure chère à Himeji. Peu de temps après son mariage avec Honda Tadatoki, le couple s'installe au château d'Himeji, aujourd'hui site du patrimoine mondial de l'UNESCO, dont l'aile ouest est principalement construite à cette époque. L'essentiel de cette aile est à présent perdu mais une tour appelée keshō yagura (« tour d'apprêt ») demeure, dans laquelle on croit qu'elle s'habillait elle-même.
Senhime apparaît dans la dernière scène du jeu vidéo semi-fictif Kessen. Dans la scène cinématique finale, elle se lamente auprès de Ieyasu sur la tragédie de la guerre et la mort de Hideyori. Ieyasu la réconforte, répond que le peuple japonais vivra de nouveau en paix et loue Hideyori pour avoir accompli son devoir de samouraï en commettant seppuku.
Senhime apparaît également sous les traits de l'actrice Hibari Misora dans le film Senhime to Hideyori en 1962. Le film commence à partir du siège et de la chute de château d'Osaka et raconte l'histoire romancée des années tardives de Senhime après la mort de Hideyori jusqu'à son confinement final au temple bouddhiste. En 1954, Keigo Kimura réalise un film plus historique sur Senhime et le siège du château d'Osaka intitulé Princesse Senhime, avec Machiko Kyō dans le rôle-titre.
Senhime apparaît dans le roman historique Yodo-dono nikki de Yasushi Inoue en 1955.

## Source de la traduction
- (en) Cet article est partiellement ou en totalité issu de l’article de Wikipédia en anglais intitulé « Senhime » (voir la liste des auteurs).